# Mzonke Fana

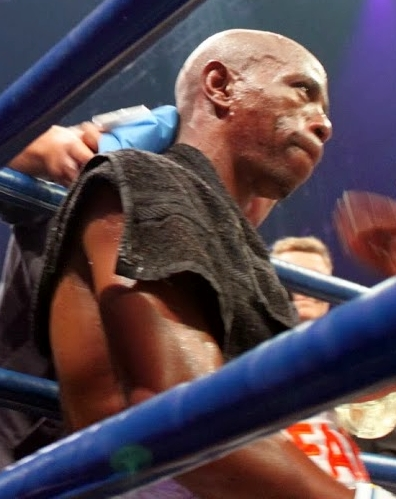
Mzonke Fana 2013

Mzonke Fana (* 29. Oktober 1973 in Kapstadt, Südafrika) ist ein südafrikanischer Boxer im Superfedergewicht und Normalausleger. 
Fana gewann seine ersten acht Profikämpfe. In seinem 10. Fight wurde er bereits südafrikanischer Meister. Am 20. April 2007 schlug er Malcolm Klassen und wurde dadurch IBF-Weltmeister. Diesen Titel verlor er bereits im April des darauffolgenden Jahres an Cassius Baloyi. Am 1. September 2010 bezwang er im Rückkampf Baloyi und eroberte somit den Weltmeistergürtel des Verbandes IBF zum zweiten Mal.